# Wolf Pack (serie televisiva)
Wolf Pack è una serie televisiva teen drama statunitense creata da Jeff Davis per Paramount+, basata sull'omonimo romanzo del 2004 scritto da Edo van Belkom. La serie è stata presentata in anteprima su Paramount+ il 26 gennaio e conclusa il 16 marzo 2023. Nel gennaio 2024 la serie è stata cancellata.

## Trama
Le vite di Blake e Everett cambiano per sempre quando un incendio in California risveglia una terrificante creatura soprannaturale e la spinge ad attaccare un ingorgo autostradale sotto le colline in fiamme. Feriti nel caos, Everett e Blake sono inspiegabilmente attratti l’uno dall’altra e da altri due adolescenti, Luna e Harlan, adottati diciotto anni prima da un ranger del parco dopo un altro misterioso incendio. Al sorgere della luna piena, tutti e quattro gli adolescenti si riuniscono per svelare il segreto che li lega: il morso e il sangue di un lupo mannaro.
Nel frattempo, in città arriva anche l’investigatrice di incendi dolosi Kristin Ramsey, con un oscuro segreto collegato agli incendi nel bosco.

## Personaggi e interpreti

### Personaggi principali
- Everett Lang, interpretato da Armani Jackson
Studente liceale che soffe di ansia e che è stato morso da un lupo mannaro durante uno stampede provocato da un incendio nella foresta
- Blake Navarro, interpretata da Bella Shepard
Studentessa liceale ribelle che è stato morsa da un lupo mannaro durante uno stampede provocato da un incendio nella foresta
- Luna Briggs, interpretata da Chloe Rose Robertson e Aisling McBee (Luna da bambina)
Studentessa liceale nata licantropa e sorella gemella di Harlan
- Harlan Briggs, interpretato da Tyler Lawrence Gray e Julian Wanderer (Harlan da bambino)
gay nato licantropo e Studente liceale fratello gemello di Luna
- Garrett Briggs, interpretato da Rodrigo Santoro, doppiato da Gianluca Cortesi
California Park Ranger e padre adottivo di Harlan e Luna
- Kristin Ramsey, interpretata da Sarah Michelle Gellar, doppiata da Barbara De Bortoli
Investigatrice di incendi dolosi che indaga sulla causa dell'incendio boschivo

### Personaggi ricorrenti
- Phoebe Caldwell, interpretata da Bailey Stender
- Baron, interpretato da Chase Liefeld
- Prisha Ahmad, interpretata da Hollie Bahar
- Cody Malcolm, interpretato da Rainer Dawn, doppiato da Alberto Franco
- Emma, interpretata da Danielle Liggens
- Jason Jang, interpretato da Lanny Joon
- Austin Kirk, interpretato da Rio Mangini
- Tia Patterson, interpretata da Stella Smith
- Cyrus Nix, interpretato da Zack Nelson
- Roberto Navarro, interpretato da James Martinez
- Danny Navarro, interpretato da Nevada Jose
- Kendra Lang, interpretata da Amy Pietz
- David Lang, interpretato da John L. Adams
- Connor Ryan, interpretato da Sean Philip Glasgow
- Analyn Santiago, interpretata da Jillian Ward
- Malcolm, interpretato da Gideon Emery
- Trent Miller, interpretato da John Patrick Jordan
- Mrs.Kirk, interpretato da Erica Frene
- Vicepreside Kasai, interpretato da Nobi Nakanishi

## Episodi
| Stagione       | Episodi | Prima TV USA | Prima TV Italia |
| -------------- | ------- | ------------ | --------------- |
| Stagione unica | 8       | 2023         | 2023            |

## Produzione

### Sviluppo
Nel settembre 2021 venne annunciato che Jeff Davis stava sviluppando una serie basata sui romanzi della serie Wolf Pack di Edo van Belkom per la Paramount+.
Oltre a Davis, Joe Genier, Mike Elliott e Karen Gorodetzky sono i produttori esecutivi di Capital Arts. Jason Ensler, Sarah Michelle Gellar e Christian Taylor hanno funto anch'essi da produttori esecutivi. La serie è stata rilasciata il 26 gennaio 2023.
Durante un'intervista nel settembre 2022, Jeff Davis ha affermato che sebbene Wolf Pack e Teen Wolf utilizzino le stesse strutture dello studio di Atlanta e condividano parte della troupe del backstage, così come entrambe le serie ìcoinvolgano giovani lupi mannari, i due universi immaginari sono completamente separati e la mitologia e le creature coinvolte sono diverse.
Nonostante fossero stati fatti alcuni preparativi per una seconda stagione, la serie è stata cancellata nel gennaio 2024 dopo una sola stagione.

### Casting
Il 20 giugno 2022, Paramount+ ha annunciato che Chloe Rose Robertson, Bella Shepard, Armani Jackson e Tyler Lawrence Gray avevano firmato per interpretare i protagonisti della serie. Sarah Michelle Gellar ha fatto un'apparizione speciale durante il panel di Teen Wolf al San Diego Comic-Con il 21 luglio per annunciare che si era unita al cast principale della serie. Il 14 settembre venne annunciato che anche Rodrigo Santoro si sarebbe unito al cast principale.
Il 7 ottobre, lo streamer ha anche annunciato nuovi membri ricorrenti del cast per la prima stagione.

### Riprese
Le riprese di Wolf Pack sono iniziate il 21 luglio 2022 e si sono protratte fino alla metà di novembre 2022. Sebbene lo spettacolo sia ambientato nella California meridionale e dintorni, i produttori hanno scelto di girare ad Atlanta, in Georgia, principalmente a causa del generoso programma di credito d'imposta per la produzione televisiva. Lavorare in Georgia può infatti compensare i costi di produzione fino al 30% del budget totale.

## Accoglienza

### Critica
Il sito Rotten Tomatoes assegna alla serie un punteggio di approvazione del 42% con una valutazione media di 4,9/10, basata su 26 recensioni critiche. Il consenso dei critici del sito web recita: "La regina del genere Sarah Michelle Gellar fa del suo meglio per guidare questo Wolf Pack, ma non è sufficiente per salvare uno spin-off che non affonda i denti abbastanza in profondità nel materiale originale." Metacritic, che utilizza una media ponderata, ha assegnato un punteggio di 40 su 100 basato su 12 critici, indicando "recensioni miste o medie".
Nella sua recensione per The Guardian, Jack Seale ha dato 1 stella su 5 al primo episodio della serie, criticando la recitazione legnosa, i dialoghi senza senso e la trama incomprensibile. La recensione su Variety ha dichiarato che "il più grande punto di forza di Wolf Pack è stato il ritorno di Sarah Michelle Gellar ad un dramma adolescenziale soprannaturale, ma anche la sua interpretazione è debole e priva di impatto".

### Ascolti
Il 1 ° marzo 2023, TheWrap ha nominato Wolf Pack come una delle "serie più richieste", sulla base dei dati raccolti da ParrotAnalytics.com. Secondo Media Play News, la serie è stata l'ottava serie originale più vista su tutte le piattaforme di streaming negli Stati Uniti, durante la settimana del 5 febbraio 2023, la nona durante la settimana del 19 febbraio, la decima nella settimana del 5 marzo, la nona nella settimana del 12 marzo, e la decima nella settimana del 19 marzo.